# Mszadla (Łódź)
Pour les articles homonymes, voir Mszadla.
Mszadla est une localité polonaise de la gmina de Lipce Reymontowskie, située dans le powiat de Skierniewice en voïvodie de Łódź.